# Wisła Wielka (gmina)

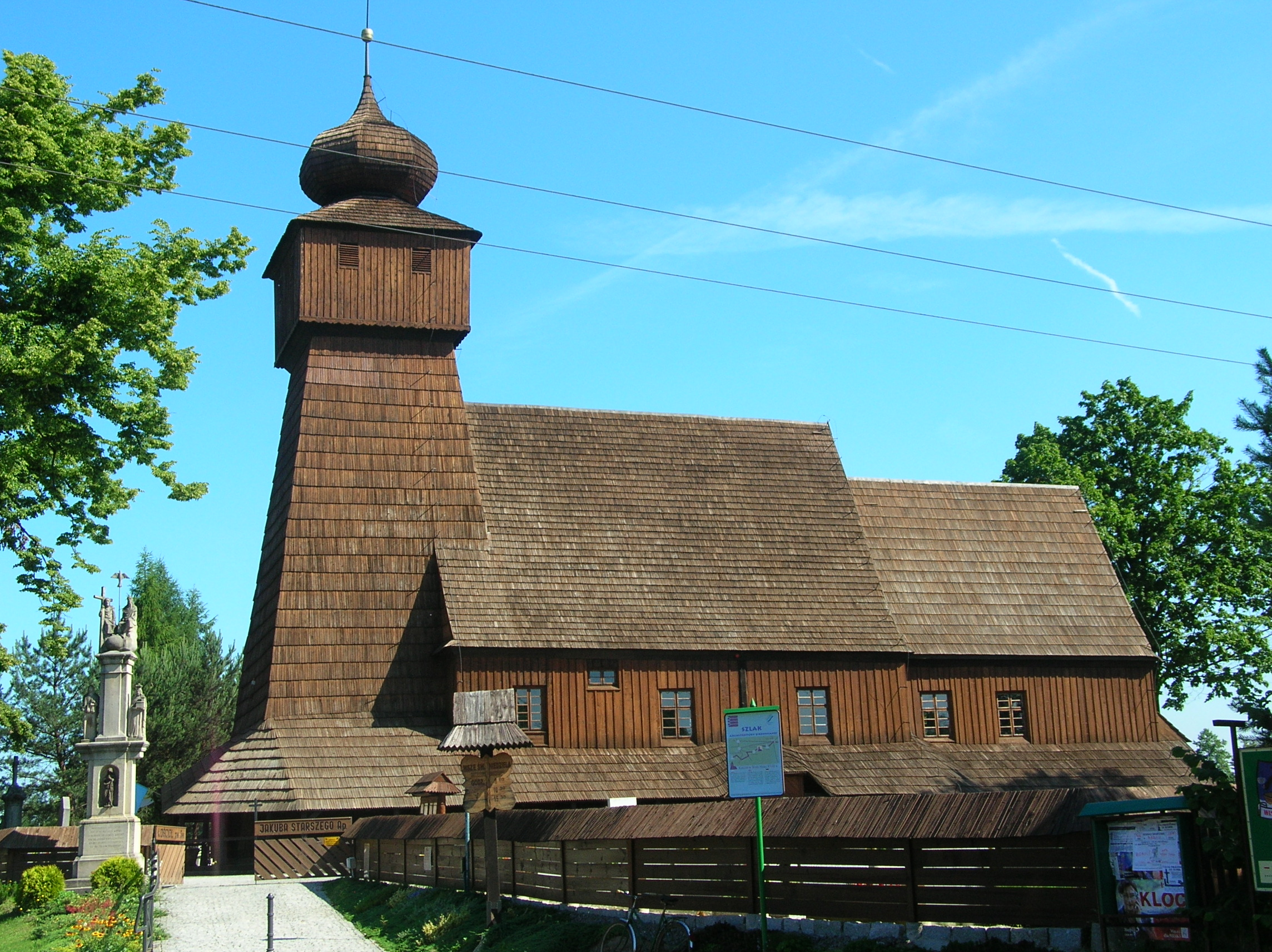
Kościół w Wiśle Małej

Wisła Wielka – dawna gmina wiejska istniejąca w latach 1945–1954 i 1973–1975 w województwie śląskim, katowickim i stalinogrodzkim. Siedzibą władz gminy była Wisła Wielka.
Gmina zbiorowa Wisła Wielka powstała w grudniu 1945 w powiecie pszczyńskim w woj. śląskim (śląsko-dąbrowskim). Według stanu z 1 stycznia 1946 gmina składała się z 4 gromad: Wisła Wielka, Brzeźce, Studzionka i Wisła Mała. 6 lipca 1950 zmieniono nazwę woj. śląskiego na katowickie, a 9 marca 1953 kolejno na woj. stalinogrodzkie.
Według stanu z 1 lipca 1952 gmina składała się z 4 gromad: Brzeźce, Studzionka, Wisła Mała i Wisła Wielka. 1 stycznia 1954 do gminy Wisła Wielka przyłączono części obszaru miasta Strumień, gminy Strumień (część gromady Zabłocie) i gminy Chybie (części gromad Frelichów, Zarzecze i Chybie). Gmina została zniesiona 29 września 1954 wraz z reformą wprowadzającą gromady w miejsce gmin.
Jednostkę reaktywowano 1 stycznia 1973 w tymże powiecie w woj. katowickim.  W jej skład weszło 6 sołectw: Brzeźce, Łąka, Poręba, Studzionka, Wisła Mała i Wisła Wielka.
27 maja 1975 gmina została zniesiona, a jej obszar włączony do Pszczyny.
1 lutego 1977 Studzionkę, Wisłę Małą i Wisłę Wielką wyłączono ponownie z Pszczyny jako samodzielne wsie, tworząc z nich (oraz częściowo z obszarów zniesionych gmin Bojszowy i Kobiór) nową gminę Pszczyna. Brzeźce, Łąka i Poręba pozostały w obrębie Pszczyny aż do 1 stycznia 1998, kiedy to zostały włączone do gminy Pszczyna.